# Diego Ruiz de Montoya
Diego Ruiz de Montoya (Sevilla, febrero de 1562-Sevilla, 15 de marzo de 1632) fue un filósofo, jesuita y teólogo español.

## Biografía
Miembro de una familia principal andaluza, nació en Sevilla en febrero de 1562, y ya había cursado algunos estudios de humanidades, cuando en junio de 1576 ingresó en la Compañía de Jesús, pasando los dos años de noviciado en el de Montilla (Córdoba) de donde regresó a Sevilla para estudiar un bienio de humanidades (1578- 1580) y los cuatro años de teología.
Leyó después un años teología moral en Baeza de donde pasó a Granada, para explicar un curso completo de artes (1585-1588), más tarde a Sevilla como lector de teología, disciplina que también explicó en Córdoba en 1592-1594, y nuevamente en Sevilla hasta 1596 en que se reintegraba a Córdoba, de cuyo colegio fue también rector por un trienio a partir de 1600. En 1603 regresó a Sevilla una vez más como lector de teología, hasta 1615 en que abandonó la cátedra para dedicarse a la preparación de sus escritos, habiendo sido consultor de provincia por seis años. Quebrantada gravemente su salud a partir de 1628, falleció en Sevilla el 15 de marzo de 1632.

## Obra
Ruiz de Montoya es fundamentalmente teólogo y uno de los mayores teólogos de la Escolástica postridentina a juicio de autores como Kleutgen, Hurter o Grabmann, que no vacilan en prodigarle sus más encendidos elogios, y en cuyos extensos tratados admiran en primer lugar la enorme erudición escrituraria y sobre todo Patrística de que hace uso, exponiendo en apoyo de su argumentación los textos de cuantos Padres orientales y occidentales se ocuparon de la materia siempre perfectamente analizados y contrastados. Pero además su agudeza intelectual le permitió ahondar racionalmente en los más abstrusos problemas de la teología positiva, de lo que es un claro ejemplo su primer tratado, De Trinitate.
En general, puede afirmarse en relación con su interés para este lugar, que la especulación teológica de Ruiz de Montoya gira en buena medida en torno al entonces candente problema De auxiliis, y al que en sus escritos De Deo dedicó numerosísimas páginas acordes con las tesis mantenidas por la Compañía de Jesús al respecto, y donde por ejemplo al ocuparse de si el entendimiento precisa para mover a la voluntad en la realización de un acto libre de un juicio práctico simple o imperativo, sostiene, como sus hermanos de hábito Rodrigo de Arriaga y Juan Martínez de Ripalda, que basta con el primero.

## Obras
- Commentaria ac disputationes de scientia Dei, de Ideis, de Veritate ac de vita Dei, Lutetiae Parisiorum, 1629;
- Commentaria ac disputationes in primam partem Sancti Thomae de voluntate Dei et propriis actibus eius, Lugduni, 1630;
- Commentarium in materiam de peccatis, ed. Eduardo Moore, in Archivo Teológico Granadino 59 (1996),171-258 (Ia-IIae, q. 74); 60 (1997), 207-344 (Ia-IIae, q. 74, Disputatio de delectatione morosa); 61 (1998), 193-262 (Ia-IIae, q. 75-78); 62 (1999), 141-236 (Ia-IIae, q. 79); 63 (2000), 203-286 (Ia-IIae, q. 81-83: Tractatus de originali peccato, I). 64 (2001), (Ia-IIae, q. 81-83: Tractatus de originali peccato, II). 65 (2002), 187-276 (Ia-IIae, q. 81-83): Tractatus de originali peccato.